# Inge Janssen
Inge Janssen (født 20. april 1989) er en hollandsk roer.
Hun deltog for Holland i dobbeltsculler ved OL 2012 i London sammen med Ellen Hogerwerf, og den hollandske båd blev nummer fire i sit indledende heat og nummer fem i opsamlingsheatet. Hollænderne var dermed i B-finalen, hvor de blev nummer to og dermed endte på en samlet ottendeplads.
Hun repræsenterede desuden Nederland under OL 2016 i Rio de Janeiro, denne gang i dobbeltfirer sammen med Nicole Beukers, Chantal Achterberg og Carline Bouw. Båden blev nummer tre i sit indledende heat, hvorpå den vandt opsamlingsheatet og dermed var i finalen. Her lykkedes det hollænderne at vinde sølv, idet de kom i mål knap et sekund efter de tyske vindere, men et halvt sekund foran polakkerne på tredjepladsen.